# Pinell de Solsonès
Pinell de Solsonès (auch lediglich Pinell) ist eine spanische Gemeinde (municipio) der Provinz Lleida im Innern der autonomen Region Katalonien. Pinell de Solsonès hat 203 Einwohner (Stand: 2024). Die Gemeinde besteht neben Pinell aus den Ortschaften Cellent (Sallent), Madrona, Miraver und San Climes.

## Lage
Pinell de Solsonès liegt etwa 58 Kilometer ostnordöstlich von Lleida und etwa 80 Kilometer nordnordwestlich von Barcelona in den Pyrenäen in einer Höhe von ca. 685 m. 

## Bevölkerungsentwicklung
| Jahr        | 1900 | 1950 | 1970 | 1981 | 1991 | 2001 | 2011 | 2021 |
| ----------- | ---- | ---- | ---- | ---- | ---- | ---- | ---- | ---- |
| Einwohner   | 758  | 736  | 450  | 326  | 257  | 215  | 217  | 188  |
| Quelle: INE |      |      |      |      |      |      |      |      |

## Sehenswertes

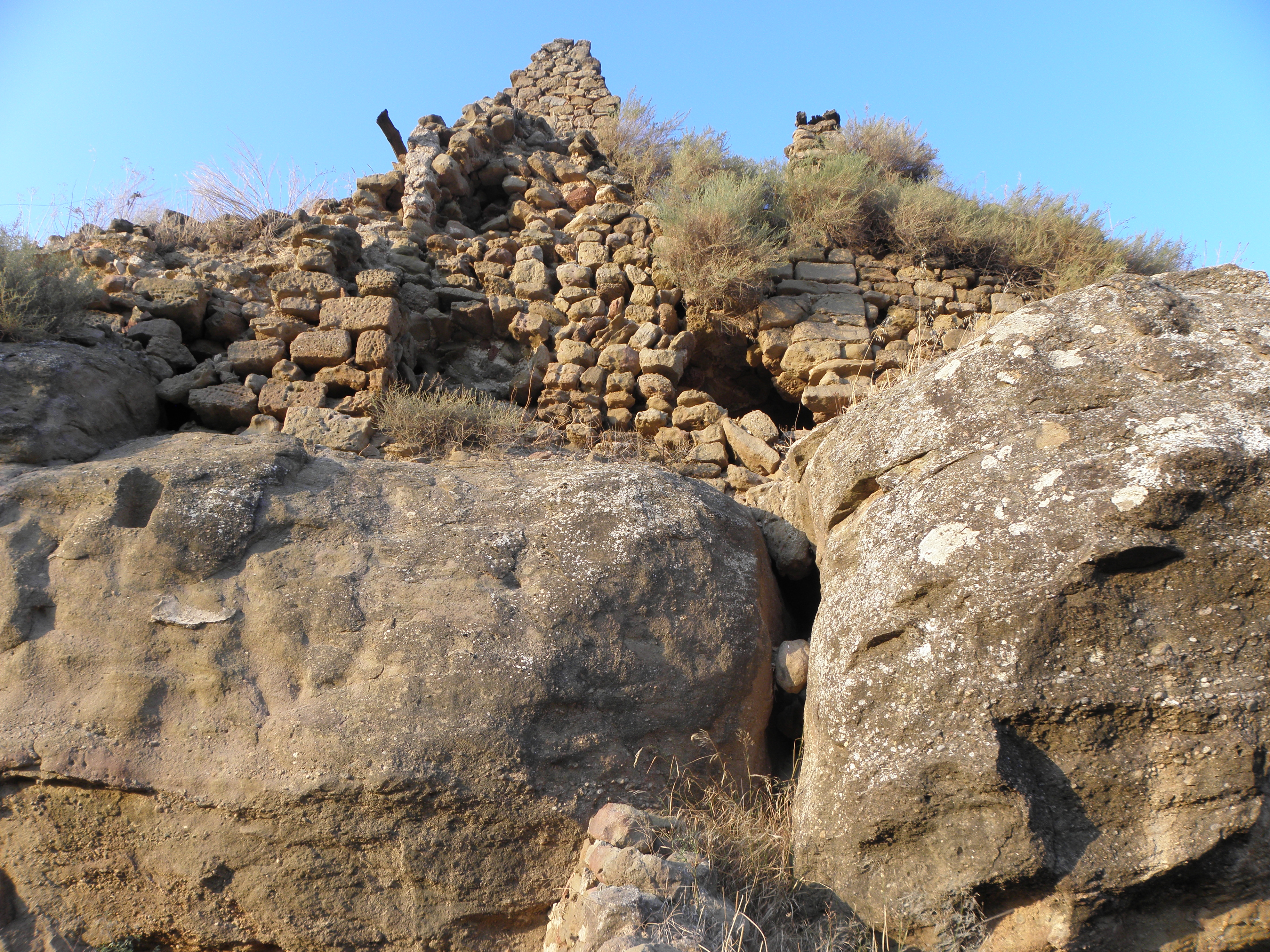
Burgruine von Madrona
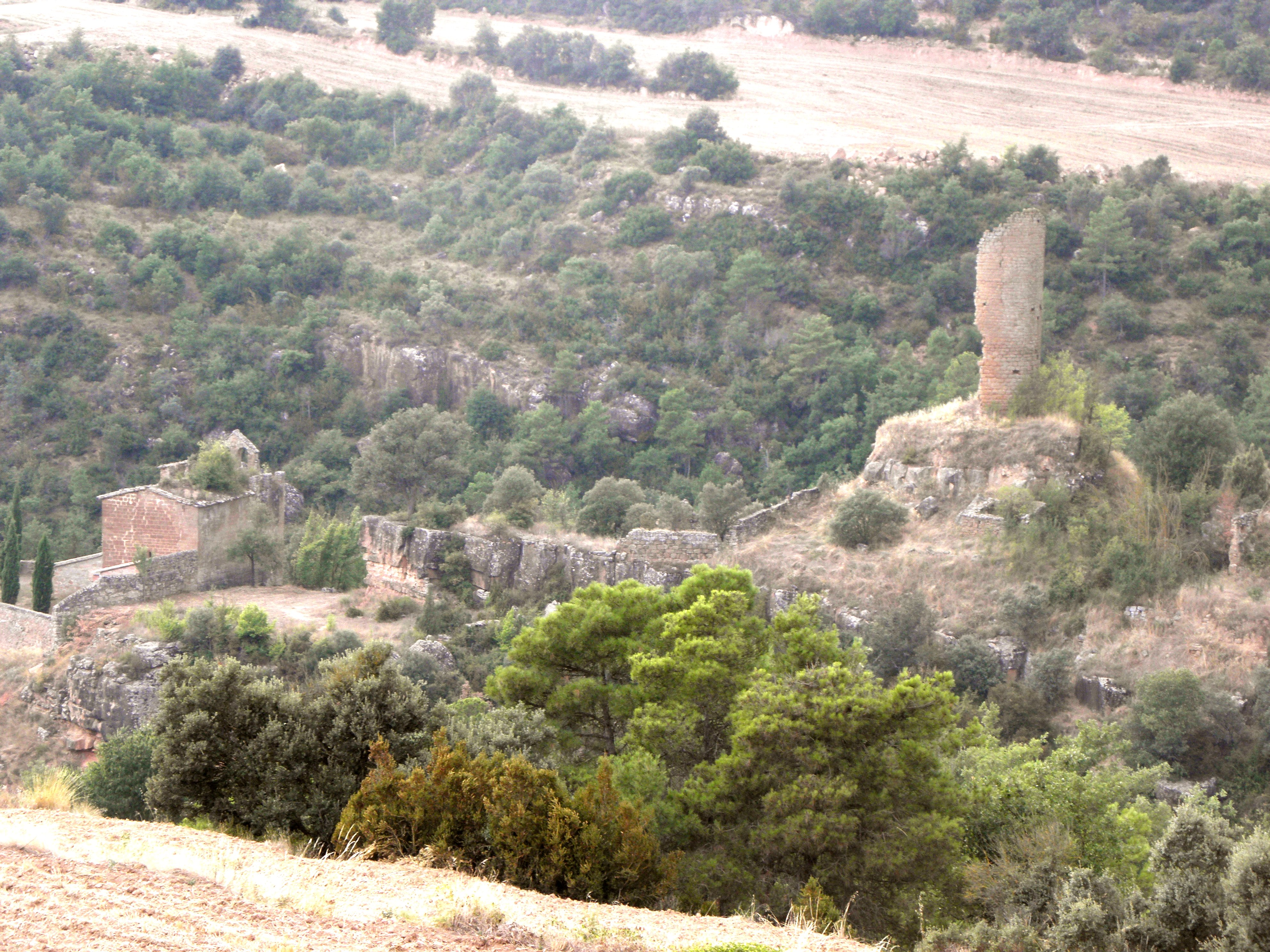
Burgruine von Sallent
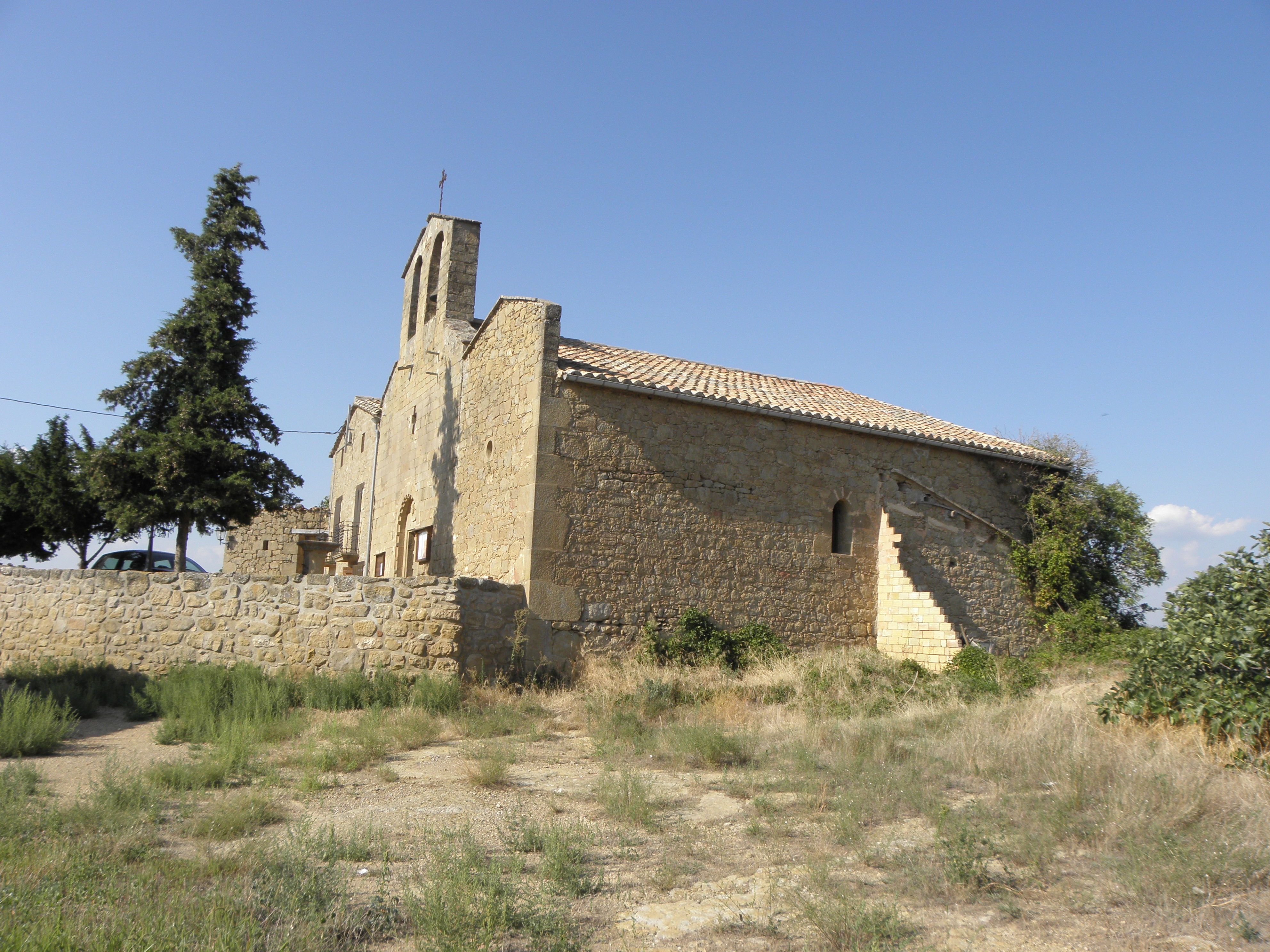
Clemenskirche
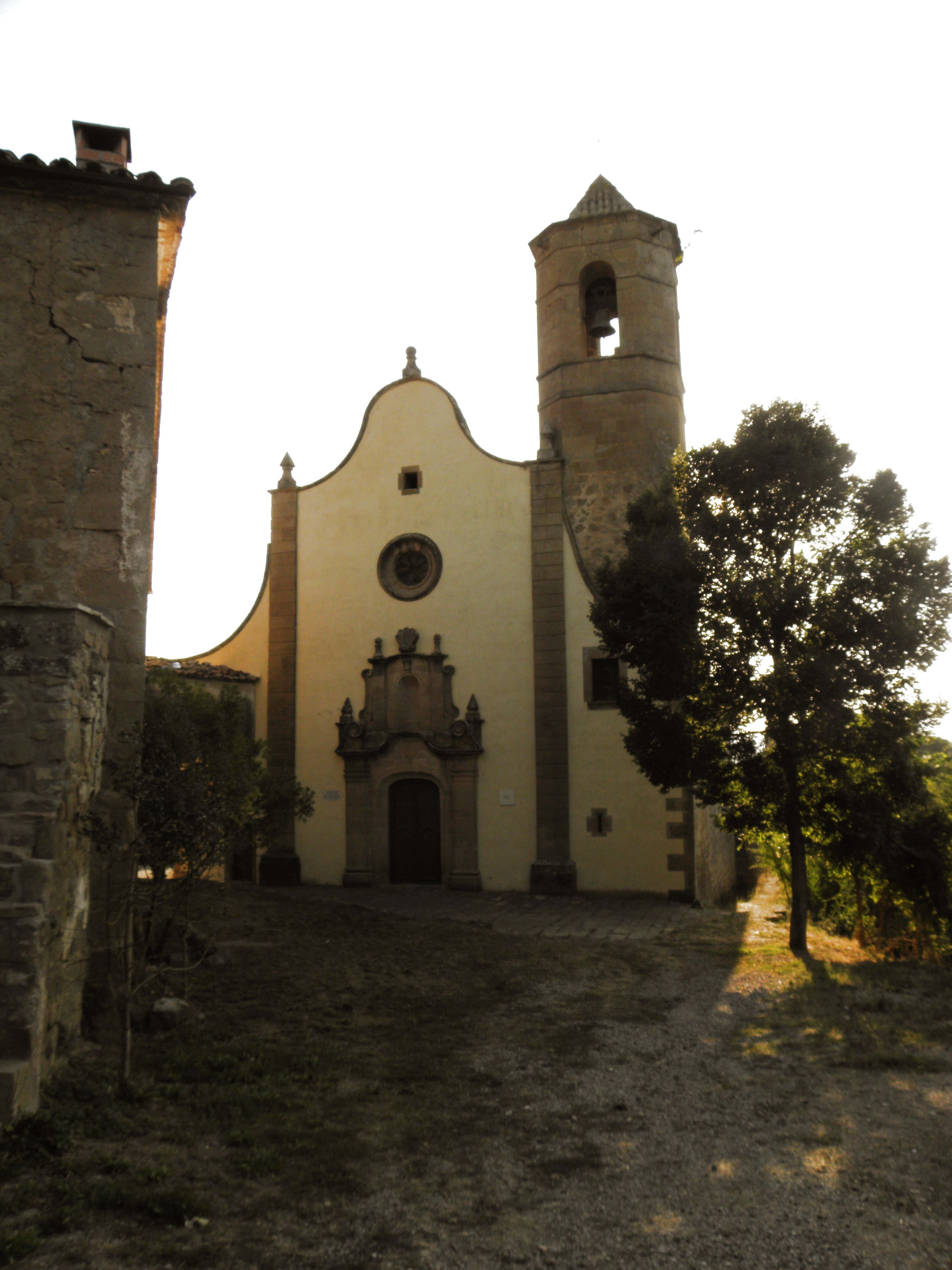
Matronenkirche

- Matronenkirche in Madrona
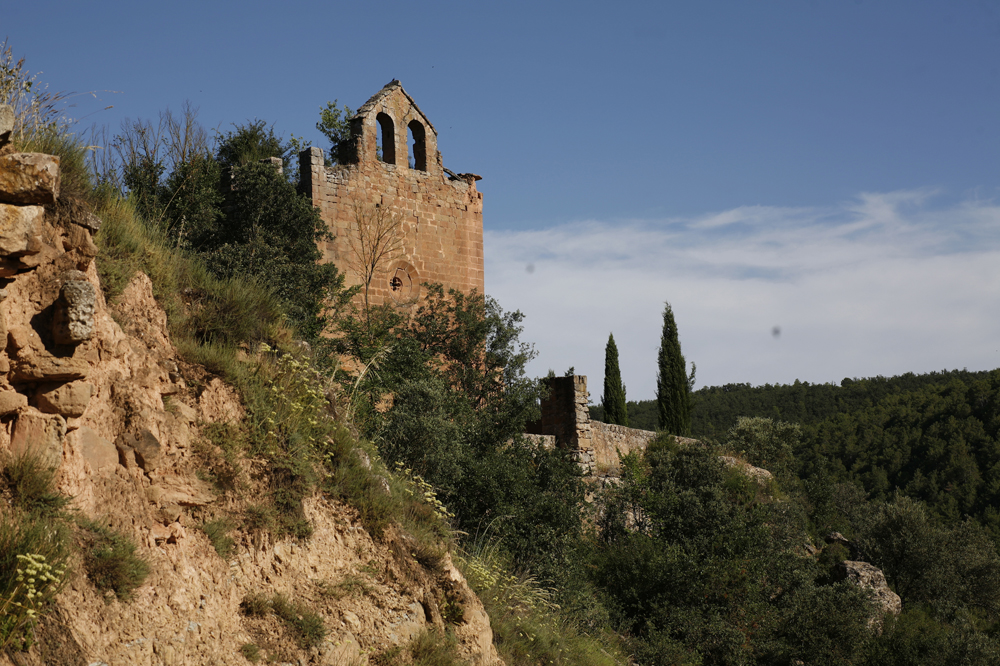
Jakobuskirche
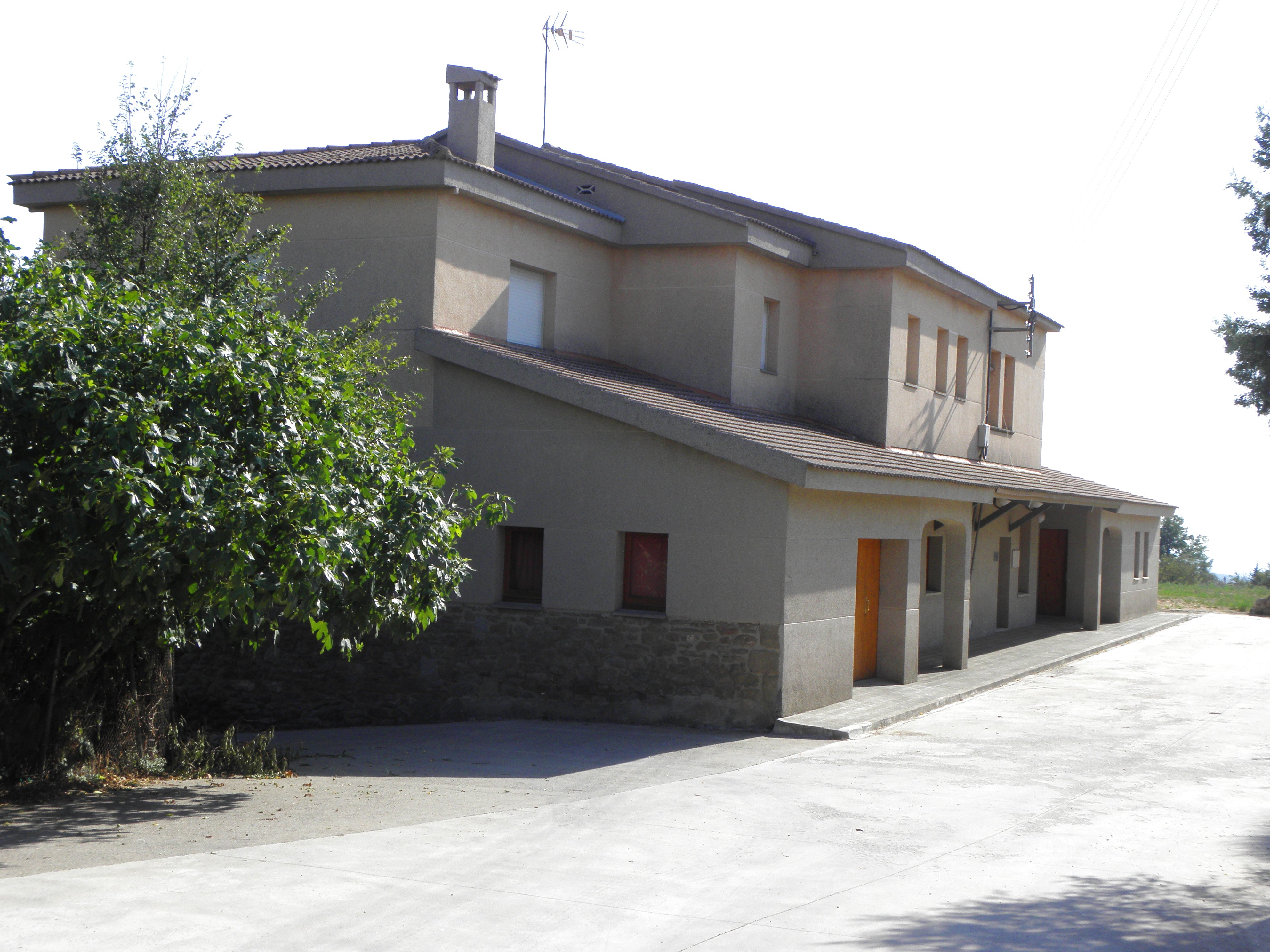
Rathaus

- Burgruine von Madrona
- Burgruine von Sallent
- Clemenskirche
- Matronenkirche
- Jakobuskirche
- Rathaus

## Persönlichkeiten
- Miguel Gaspar Monconill y Viladot (1891–1946), römisch-katholischer Ordensgeistlicher, Apostolischer Vikar von Caquetá